# 姶良市立蒲生小学校
姶良市立蒲生小学校（あいらしりつかもうしょうがっこう）は鹿児島県姶良市蒲生町上久徳にある市立小学校である。

## 沿革
1869年（明治2年）に進修館と称する学校を地頭が開設したことに始まる。さらに1872年（明治5年）にこれを外城第一九郷校とした。1876年（明治9年）5月、小学校令に基づいて蒲生小学とした。この5月15日を創立記念日としている。後に高等科も設置して蒲生高等尋常小学校となった。1892年（明治25年）蒲生高等小学校と蒲生尋常小学校に分離された。しかし校舎は共通で、後の姶良市役所蒲生庁舎付近に存在していた。
1899年（明治32年）6月になり、蒲生高等小学校は現在の蒲生小学校があるあたりに移転した。高等小学校は約1万円の予算を投じて校舎を新築し、また尋常小学校も約4,000円を投じて校舎を増築した。1901年（明治34年）には楠田尋常小学校が火災で焼失し、白男へ移転したことから、校区の一部を併合した。1904年（明治37年）5月に男女別に学校を編成することになり、旧尋常小学校を蒲生女子尋常高等小学校を、旧高等小学校を蒲生男子尋常高等小学校とした。同年10月に米丸尋常小学校を、1909年（明治42年）3月には旭尋常小学校を廃止して統合した。
1917年（大正6年）4月、蒲生女子尋常高等小学校は廃止され、男子校へ統合されて再び蒲生尋常高等小学校となった。1918年（大正7年）実業補習学校を併設し、1920年（大正9年）3月久末・白男・竜城の各尋常小学校を統合した。一方で4月から高牧に分校を設置した。
1941年（昭和16年）4月に蒲生国民学校となり、1947年（昭和22年）4月に蒲生町立蒲生小学校となった。1950年（昭和25年）高牧分校が独立した。1969年（昭和44年）4月、小川内小学校と高牧小学校を統合して現在に至っている。
第二次世界大戦中に疎開を受け入れていたことから、1976年に南種子町の中平小学校と姉妹校の関係を結んでいる。修学旅行などの機会に互いに児童の行き来が行われている。

### 年表
- 1869年（明治2年） - 進修館設置。
- 1872年（明治5年） - 外城第一九郷校となる。
- 1876年（明治9年）5月15日 - 蒲生小学となる。
- 1894年（明治25年） - 蒲生高等小学校と蒲生尋常小学校に分離される。
- 1899年（明治32年）6月 - 高等小学校が現在地に移転、尋常小学校も校舎を増築する。
- 1901年（明治34年） - 楠田尋常小学校が火災にともない白男尋常小学校へ移転し、その校区の一部を合併する。
- 1904年（明治37年）
  - 5月 - 男女別に分割し、蒲生高等小学校を蒲生男子尋常高等小学校へ、蒲生尋常小学校を蒲生女子尋常高等小学校へ変更する。
  - 10月 - 米丸尋常小学校を合併。
- 1905年（明治38年）12月 - 男子校の校舎増築落成、女子校へ米丸尋常小学校の校舎を移築。
- 1909年（明治42年）3月 - 旭尋常小学校を合併。
- 1917年（大正6年）4月 - 蒲生女子尋常高等小学校を統合し、蒲生尋常高等小学校とする。
- 1918年（大正7年） - 実業補習学校を併設。
- 1920年（大正9年）
  - 3月 - 久末・白男・竜城の各尋常小学校を合併。
  - 4月 - 高牧に分校を設置する。
- 1932年（昭和7年）8月 - 大運動場完成。
- 1936年（昭和11年）10月 - 大講堂完成。
- 1941年（昭和16年）4月 - 蒲生国民学校となる。
- 1947年（昭和22年）4月 - 蒲生町立蒲生小学校となる。
- 1950年（昭和25年） - 高牧分校が独立。
- 1951年（昭和26年）11月3日 - 講堂・校舎新築。
- 1957年（昭和32年）12月4日 - 鉄筋2階建て校舎完成。
- 1967年（昭和42年）1月 - 鉄筋2階建て校舎増築完成。
- 1968年（昭和43年）2月 - 鉄筋2階建て校舎増築完成。
- 1969年（昭和44年）4月 - 小川内小学校と高牧小学校を合併。
- 1972年（昭和47年）4月 - 町立蒲生幼稚園を併設。
- 1976年（昭和51年）
  - 3月 - 体育館完成。
  - この年、南種子町立中平小学校と姉妹校となる。
- 2010年（平成22年）3月23日 - 合併により姶良市立となる。